# Cantone di Île de Ré
Il cantone di Île de Ré o cantone dell'isola di Ré è una divisione amministrativa dell'arrondissement di La Rochelle, nell'isola di Ré.
È stato costituito a seguito della riforma approvata con decreto del 27 febbraio 2014, che ha avuto attuazione dopo le elezioni dipartimentali del 2015.

## Composizione
Comprende i 10 comuni di:
- Ars-en-Ré
- Le Bois-Plage-en-Ré
- La Couarde-sur-Mer
- La Flotte
- Loix
- Les Portes-en-Ré
- Rivedoux-Plage
- Saint-Clément-des-Baleines
- Saint-Martin-de-Ré
- Sainte-Marie-de-Ré